# Joventut Badalona
Club Joventut Badalona, S.A.D. is een professionele basketbalclub uit Badalona, Catalonië. Het eerste herenteam speelt in de Asociación de Clubs de Baloncesto (ACB), het eerste damesteam in de Liga Femenina de Baloncesto de España. De fans noemen haar La Penya (in Nederlands, De Club).

## Geschiedenis
Op 30 maart 1930 werd in Badalona een basketbalclub opgericht met de naam Penya Spirit of Badalona. Naast het basketbal had de club nog meer sporten onder zich zoals wielrennen, tafeltennis en voetbal. In 1932 veranderde de naam in Centre Esportiu Badaloní. In 1939 werd de naam Club Joventut Badalona. In 1940 was basketbal de hoofdsport van de club en groen en zwart waren de clubkleuren.
Tussen de jaren vijftig en zeventig was de club een grote rivaal van Real Madrid. In de jaren tachtig en negentig had de club zijn beste jaren in de geschiedenis van de club. Tegenwoordig wordt de club gesponsord door de verzekeringsmaatschappij FIATC. De naam van de club is nu voor het eerste team en selectie jeugdteamsFIATC Joventut, voor niet selectie teams is het CJB.
Joventut Badalona is een van de drie teams die nooit uit de hoogste divisie van Spanje is gedegradeerd. De andere teams zijn Estudiantes Madrid en Real Madrid. Joventut heeft een van de belangrijkste jeugdopleiding van Spanje. Dit komt doordat basketbal de belangrijkste sport is van Juventut. Bij clubs als FC Barcelona en Real Madrid is dat voetbal. Goede spelers als de Jofresa's Broers, Jordi Villacampa, Rudy Fernández en Ricky Rubio komen uit Joventuts jeugdteams.
Joventut Badalona was de eerste Catalaanse club die de EuroLeague wist te winnen in 1994. In 2006 won Badalona de EuroChallenge en in 2008 de ULEB Cup. Joventut won ook twee keer de Korać Cup in 1981 en 1990.

## Sporthal
- Pavelló de la Plana (1962–72).
- Pavelló d'Ausiàs March (1972–91), ook wel Pavelló Club Joventut (5000 seats) genoemd.
- Palau Municipal d'Esports de Badalona (1991–heden)

## Erelijst
- EuroLeague: 1993-94: 1
- ULEB Cup: 2007-08: 1
- Korać Cup: 1980-81, 1989-90: 2
- EuroChallenge: 2005-06: 1
- Spaanse landstitel: 1966-67, 1977-78, 1990-91, 1991-92: 4
- Copa del Rey de Baloncesto: 1947-48, 1952-53, 1954-55, 1957-58, 1968-69, 1975-76, 1996-97, 2007-08: 8
- Spaanse Super Cup: 1985-86, 1986-87: 2
- Copa Príncipe de Asturias de Baloncesto: 1986-87, 1988-89, 1990-91: 3
- Lliga Catalana de Basquet: 1986-87, 1987-88, 1988-89, 1990-91, 1991-92, 1992-93, 1994-95, 1998-99, 2005-06, 2007-08, 2008-09: 11

## Bekende (oud-)trainers
- Herb Brown (1988-1989)
- Zoran Slavnić (1995-1996)

## Tenue

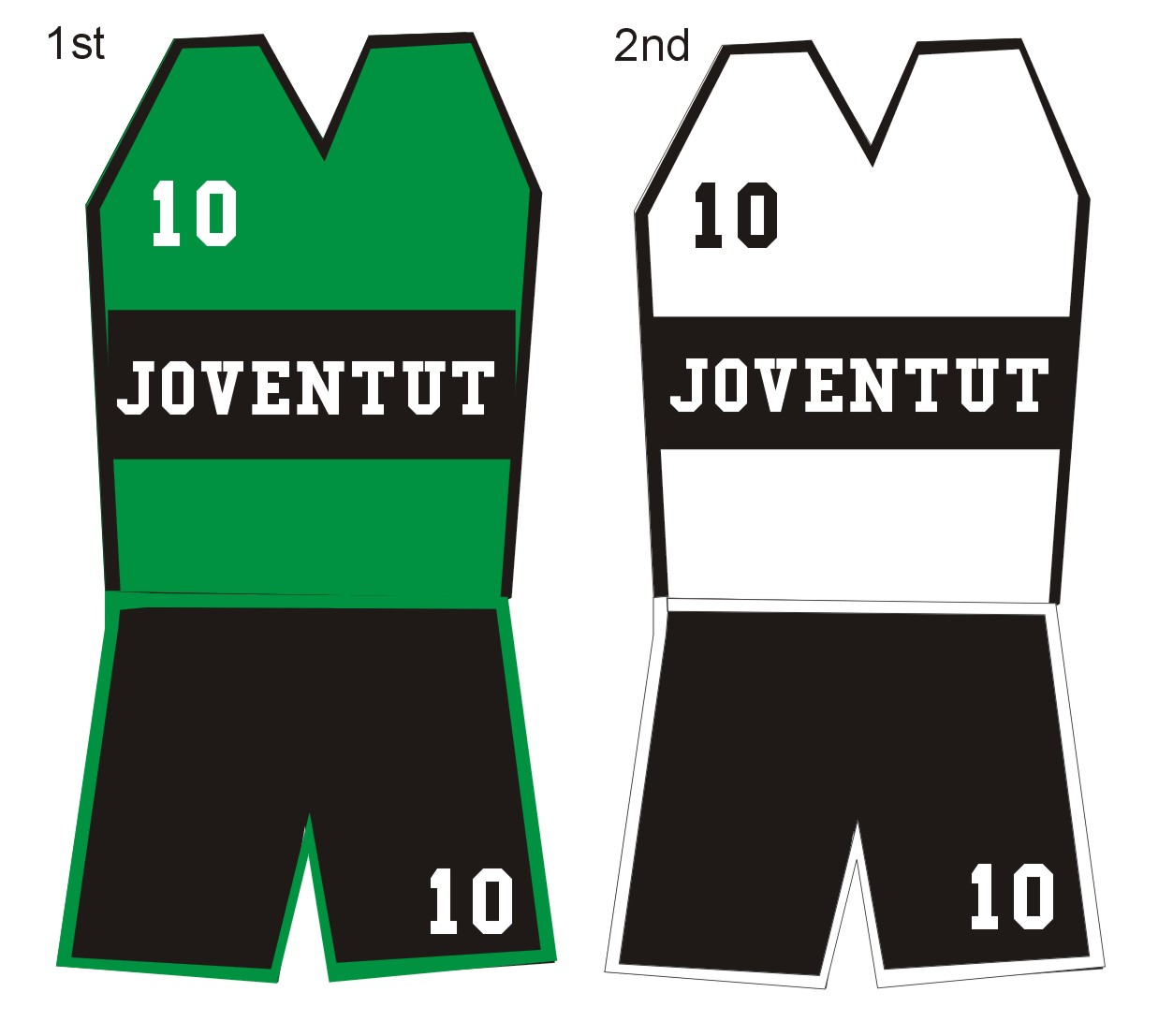
Traditionele uniform van Joventut Badalona.

## Bekende (oud-)spelers
| - Rudy Fernández - Raúl López - Pau Ribas - Ricky Rubio - Zoran Slavnić | - Henk Norel - Sergej Babkov - Carl English - Demitrius Conger |

## Sponsornamen
Club Joventut de Badalona heeft verschillende sponsornamen gehad. Dit zijn de namen met de jaren erachter:
| - Joventut Fantasit 1964–1965 - Joventut Kalso 1965–1967 - Joventut Nerva 1967–1972 - Joventut Schweppes 1972–1977 - Joventut Freixenet 1978–1981 - Joventut Sony 1981–1982 - Joventut Fichet 1982–1983 |  | - Joventut Massana 1983–1984 - Ron Negrita Joventut 1984–1987 - Ram Joventut 1987–1990 - Montigalà Joventut 1990–1992 - Marbella Joventut 1992–1993 - 7Up Joventut 1993–1995 - Festina Joventut 1996–1998 |  | - Pinturas Bruguer Badalona 1998–2000 - DKV Joventut 2001–2011 - FIATC Mutua Joventut 2011–2016 - Divina Seguros Joventut 2016–2019 - Club Joventut Badalona 2020–heden |